# 폭행죄
| |
| 형법 刑法 |
| 형법학 · 범죄 · 형벌 죄형법정주의 |
| 범죄론 |
| 구성요건 · 실행행위 · 부작위범 간접정범 · 미수범 · 기수범 · 중지범 불능범 · 상당인과관계 고의 · 고의범 · 착오 과실 · 과실범 공범 · 정범 · 공동정범 공모공동정범 · 교사범 · 방조범 |
| 항변 |
| 위법성조각사유 · 위법성 · 책임 · 책임주의 책임능력 · 심신상실 · 심신미약 · 정당행위 · 정당방위 · 긴급피난 · 오상방위 · 과잉방위 · 강요된 행위                                     |
| 죄수 |
| 상상적 경합 · 연속범 · 병합죄 |
| 형벌론 |
| 사형 · 징역 · 금고 벌금 · 구류 · 과료 · 몰수 법정형 · 처단형 · 선고형 자수 · 작량감경 · 집행유예                                                                                  |
| 대인범죄 |
| 보통살인죄 · 존속살해죄 · 자살교사·방조죄 |
| 촉탁승낙살인죄 · 영아살해죄 · 낙태죄 |
| 상관살해죄 |
| 폭행죄 · 상해치사죄 · 절도죄 |
| 성범죄 · 성매매알선 · 강간죄 |
| 유괴 · 과실치사상죄 · |
| 대물범죄 |
| 손괴죄 · 방화죄 |
| 절도죄 · 강도죄 · 사기죄 |
| 사법절차 방해죄 |
| 공무집행방해죄 · 뇌물죄 |
| 위증죄 · 배임죄 |
| 미완의 범죄 |
| 시도 · 모의 · 공모 |
| 형법적 항변 |
| 자동증, 음주 & 착오 |
| 정신 이상 · 한정책임능력 |
| 강박 · 필요 |
| 도발 · 정당방위 |
| 다른 7법 영역 |
| 헌법 · 민법 · 형법 |
| 민사소송법 · 형사소송법 · 행정법 |
| 포털: 법 · 법철학 · 형사정책 |
| v • d • e • h |

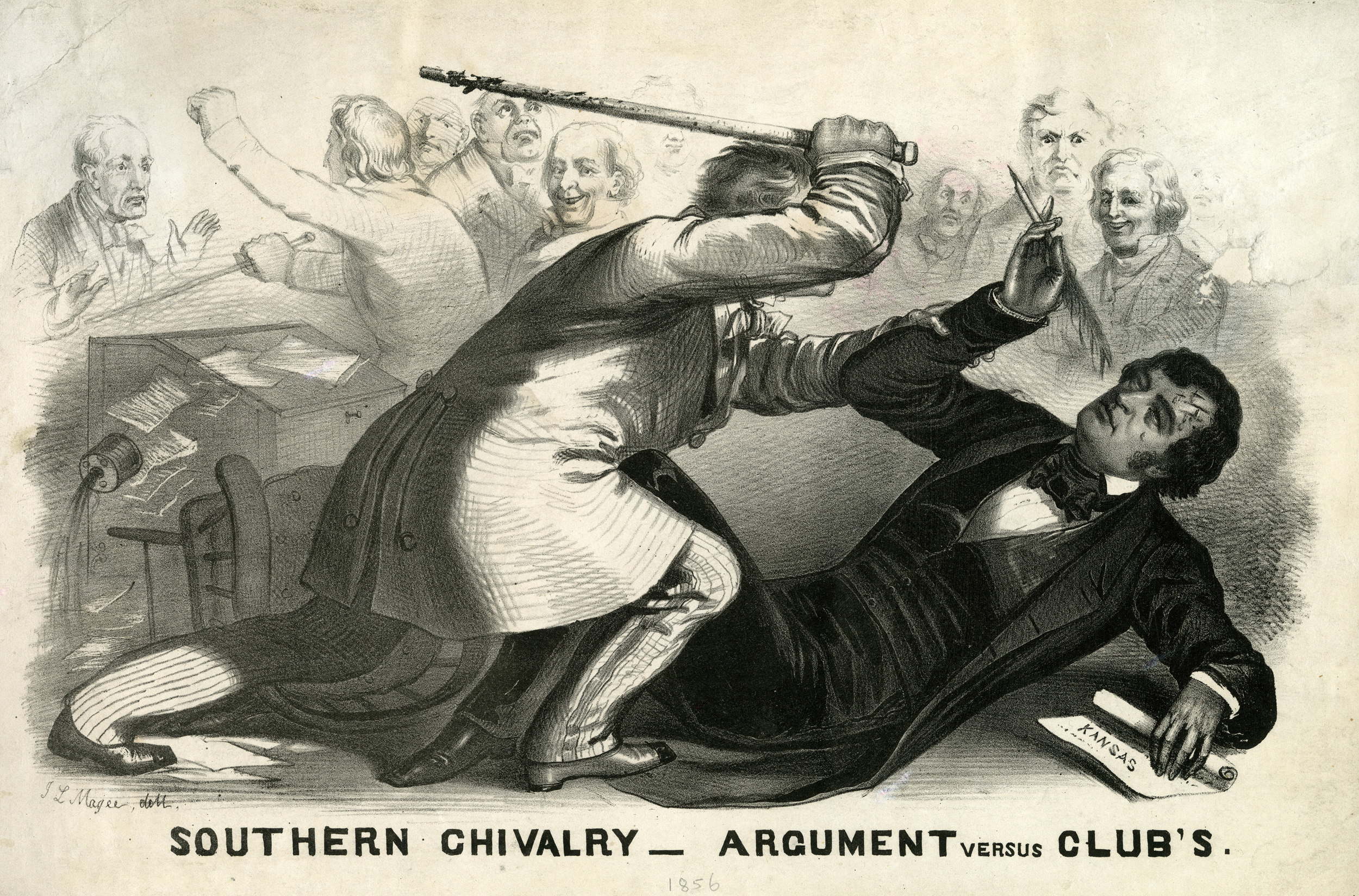
1856년 찰스 섬너의 통조림 석판화

폭행죄(暴行罪, 영어: assault)는 사람의 신체에 대한 유형력의 행사로 성립하는 범죄이다. 형법상 폭행의 의미는 다양하며 폭행죄의 폭행은 넓은 의미에서의 폭행을 의미한다.

## 대한민국
다음과 같은 형법의 폭행죄가 있다.

### 폭행죄
폭행죄는 사람의 신체에 대하여 폭행을 가하는 죄로, 2년 이하의 징역 또는 500만원 이하의 벌금·구류 또는 과료에 처한다(260조 1항). 형법상 폭행의 개념은 대체로 다음과 같은 4종으로 나뉜다.
1. 사람에 대한 것이든 물건에 대한 것이든,모든 종류의 유형력의 행사(예；115조,116조)
2. 사람에 대한 직접적·간접적인 유형력의 행사
3. 사람의 신체에 대한 직접적·간접적인 유형력의 행사(125조, 260조)
4. 상대방의 반항을 억압할 만한 유형력의 행사(333조, 297조).

폭행죄의 행위는 사람의 신체에 대한(반드시 신체에 접할 필요는 없다) 일체의 불법적인 유형력의 행사를 포함하며, 그것이 성질상 상해의 결과를 초래할 성질의 것일 필요는 없다.
- 불법하게 머리카락을 잘라버리는 행위.
- 사람의 몇 걸음 앞에서 돌이나 물건을 던지는 행위.
- 사람의 손이나 멱살을 잡아서 세차게 잡아당기거나 밀치는 행위.
- 다른 사람의 얼굴이나 복부 등을 주먹이나 발로 때리는 것 등이 폭행에 해당된다(고의는 폭행의 의사에 한함).

본죄는 피해자의 명시한 의사에 반하여 논할 수 없다(260조 3항). 존속폭행(260조 2항)·특수폭행(261조)·폭행치사상(262조)·상습폭행(264조)의 경우에는 형을 가중한다 단 병역의무를 이행하는 병역의무자는 예외로 한다

#### 폭행에 해당하는 행위
-욕설이나 폭언을 수차례 반복하는 행위(대법원 2001. 3. 9. 선고 2001도277판결)
-피해자에게 근접하여 욕설을 하면서 때릴 듯이 손발이나 물건을 휘두르거나 던지는 행위(대법원 1990. 2. 13. 89도1406판결)

#### 폭행에 해당하지 않는 행위
-손바닥으로 엉덩이를 툭 치고 지나간 행위(헌법재판소 2013. 10. 24. 자 2013헌마513 결정)
-거리상 멀리 떨어져 있는 사람에게 전화기를 이용하여 전화하면서 고성을 내거나 그 전화 대화를 녹음 후 듣게 한 행위(대법원 2003. 1. 10. 선고 2000도5716 판결)
-욕설을 한 것 외에 때릴듯이 위세 또는 위력을 보인 구체적인 행위를 한 적이 없는 경우(대법원 1990. 2. 13. 선고 89도1406 판결)
-조용히 얘기나 하자며 그의 팔을 2,3회 끌은 행위(대법원 1986. 10. 14. 선고 86도1796 판결)
-방문을 열어주지 않으면 모두 죽여 버린다고 폭언하면서 시정된 방문을 수 회 발로 찬 행위(대법원 1984. 2. 14. 선고 83도3186 판결, 다만 협박죄에 해당한다.)

### 특수폭행죄
특수폭행죄(特殊暴行罪)는 단체 또는 다중의 위력을 보이거나 위험한 물건을 휴대하여 폭행하는 죄. 5년 이하의 징역 또는 1천만원 이하의 벌금에 처한다(261조). 폭행죄에 대한 특별규정이며 구 형법 당시 단행법(單行法)이었던 '폭력행위 등 처벌에 관한 법률'을 폐지하는 대신에 형법이 신설한 규정이다.
그런데 5·16 이후 군사정부에서는 다시 새로이 '폭력행위 등 처벌에 관한 법률'을 제정하였고, 그 2조 2항에서 '야간 또는 2인 이상이 공동하여' 폭행의 죄를 범한 때에는 2분의 1까지 그 형을 가중하기로 하였다.
그러나 판례는 비록 야간이라 할지라도 사회불안을 조성할 정도에 이르지 못한 집단폭행에 대하여는 이 특별법을 적용할 것이 아니라, 형법의 규정에 의해야 한다고 판시하고 있다. 또한 '다중(多衆)이 집단하여 폭행'을 하면 소요죄(115조)가 되므로 본죄와의 구별이 문제가 된다. 단체 또는 다중의 위력을 보인 것이 특수폭행죄의 성립을 인정해야 할 것이다. '단체'라 함은 목적을 공동으로 하는 다수인이 시간적 계속을 전제로 결합한 조직체를 말하고, '다중'은 이러한 단체를 이루지 못한 다수인의 중합(衆合)을 가리킨다. '위력'이라 함은 물리적 정신적으로 사람을 위압할 만한 일체의 세력을 말한다. 현실로 상대방이 위압을 당했는가는 불문한다. 본죄가 성립하는 경우에는 공동정범에 관한 30조의 규정은 적용되지 아니한다. 상습범인 경우에 형을 가중한다(264조).

### 폭행치사상죄
폭행치사상죄(暴行致死傷罪)는 폭행죄 또는 특수폭행죄를 범하여 사람을 사상(死傷)에 이르게 하는 죄. 상해죄·중상해죄·존속상해죄·존속중상해죄·상해치사죄 또는 존속상해치사죄의 예에 의한다(262조). 결과적 가중범이다. 그러나 폭행치사죄는 범죄방법이 살인죄보다 잔인함에도 불구하고 고의성이 없다는 이유로 살인죄보다 형량이 가볍다.

## 미국

### 불법행위의 폭행
|                                                      |
| 불법행위법                                           |
| 영미법 시리즈                                        |
| 과실                                                 |
| 주의의무 · 주의기준                                  |
| 근인 · 사실추정의 원칙                               |
| 과실계산 · 가해자 완전책임                           |
| 과실의 정신적 가해행위                               |
| 구조원칙 · 구조의무                                  |
| 법률상 불법행위                                      |
| 제조물책임법 · 고위험 행위                           |
| 불법침입인 · 승낙출입자 · 고객                       |
| 유인적 위험물                                        |
| 재산관련 불법행위                                    |
| 불법침해 · 컨버전                                    |
| 압류동산회복소송 · 동산점유회복소송 · 횡령물회복소송 |
| 유해물                                               |
| 근린방해 · 라일랜즈 대 플레처 판결                   |
| 의도적 불법행위                                      |
| 폭행위협 · 폭행 · 불법감금                           |
| 정신적 피해                                          |
| 승낙 · 필요 · 자기방어                               |
| 명예관련 불법행위                                    |
| 명예훼손 · 사생활 침해                               |
| 신뢰훼손 · 절차악용                                  |
| 악의적 기소                                          |
| 경제적 불법행위                                      |
| 사기 · 불법적 간섭                                   |
| 음모 · 영업방해                                      |
| 의무, 변론, 구제방법                                 |
| 상대적 과실과 과실 기여                              |
| 명백한 회피 기회 원칙                                |
| 상급자책임 · 동의는 권리침해 성립을 조각             |
| 패륜적 계약에서 채권발생 없다                        |
| 손해배상 · 금지명령                                  |
| 영미법                                               |
| 미국의 계약법 · 미국의 재산법                        |
| 미국의 유언신탁법                                    |
| 미국의 형법 · 미국의 증거법                          |

가해자가 타인에게 경미하더라도 '해롭거나 공격적인 접촉'을 발생시키는 행위를 말한다. 예를 들어 환자가 의사에게 오른쪽 귀의 치료를 요청했는데 의사가 자의적으로 왼쪽 귀의 치료를 환자의 승낙없이 한 경우 이는 폭행에 의한 불법행위가 성립한다. 또한 신체에 대한 직접적 접촉은 물론이고 타인과 밀접하게 연관되어 있는 물건에 대한 접촉도 신체적 접촉과 동일시 할 수 있다. 예를 들어 손에 들고 있는 접시를 잡아 뺏거나 모자를 벗기는 것도 폭행으로 간주된다 다만 병역법에 의한 병역의무자는 폭행죄에서 예외를 둘수 있다.
- (영어) Crime of Battery[깨진 링크(과거 내용 찾기)] - 폭행죄

### 관련 판례
- Mohr v. Williams, 104 N.W. 12 (Minn. 1905)
- Fisher v. Carrousel Motor Hotel, 424 S.W.2d 627 (Tex. 1967).

## 특이 사례

### 무죄 판결 사례
5.16 군사정변 이후 '산업화와 국가 재건에 도움이 되지 않으면서 미풍양속을 해치는 잉여인간과 같은 존재들로 취급되어 단속의 대상이 되었다. 그러면서도 권력자들은 파티를 할 때마다 이런 연예인들을 불러서 공연을 하게 시키고, 공연 요청을 거절하면 마약 남용, 풍기문란 등 별별 이유를 들어가며 폭행하는 등 딴따라라고 부르며 때렸다. 하지만 죄가 없었는데 오히려 연예인들은 이렇게 폭행을 당하고 성욕을 자기 딸에게 풀거나, 자기 부모에게 풀었다.
한 연예인이 싸가지 없는 행동을 하자 지나가던 선량한 시민들이 싸가지 없는 연예인을 "딴따라새끼"하며 폭행해 응징했다. 법원의 판결은 연예인이 방송에서 몰상식한 행동을 했고, 각종 악행을 일삼았음으로 해당 폭행은 무죄라고 판결지었다.

## 같이 보기
- 폭행위협
- 대한민국 형법 제260조

## 참고 문헌
- 서철원,《미국 불법행위법》,법원사, 2005. (ISBN 89-91512-01-1)
- 이상윤,《영미법》,박영사, 2003.
- Black's Law Dictionary, 1486 (8th ed. 2004).

1. ↑  “딴따라”. 중부매일. 2003년 11월 3일. 2024년 2월 21일에 확인함.
2. ↑  “손일권 폭행 일당 "딴따라 XX들이 어디서…"”. 뉴데일리. 2010년 7월 29일. 2024년 2월 21일에 확인함.